# Peklov
Der Peklov ist ein linker Zufluss der Volyňka in Tschechien.

## Verlauf
Der Peklov entspringt nördlich von Vrbice am südöstlichen Fuße des Zahájený (845 m) in den Šumavské podhůří (Böhmerwaldvorland). Sein Oberlauf führt in östlicher Richtung vorbei an Vrbice, Na Rejtích, Přečínské Chalupy, Pod Kapličkou, Přečín, Hutar, Chvalšovice, Chvalšovické Chalupy und Radkovice nach Bezděkov, wo der Bach im Teich Lepů rybník gestaut wird. Danach nimmt der Bach nordöstliche Richtung und speist bei V Mlýnech den Teich Dřešínský rybník. Sein weiterer Lauf führt vorbei an Dřešín, Záhorský Mlýn, Radešov, Čestice, Střídka, Na Špici, U Mostu, Doubravice u Volyně, Počátky, Hanusovka, Zbudov, Lesní Chalupy, Poustka, Nihošovice, Valcha, Němětice, Konopice und Podhorský Mlýn. Nach 17,7 Kilometern mündet der Peklov östlich von Němětice in die Volyňka.
Der Oberlauf des Baches ist steinig mit Auwald an den Ufern. Der untere Abschnitt des Peklov führt durch ein Wiesental.

## Zuflüsse
- Přečínský potok (r), bei Přečín
- Hoslovický potok (l), oberhalb von Střídka
- Němčický potok (l), Střídka
- Čestický potok (r), bei Čestice
- Nuzínský potok (r) bei Hanusovka
- Nihošovický potok (l), bei Nihošovice